# Ćehotina

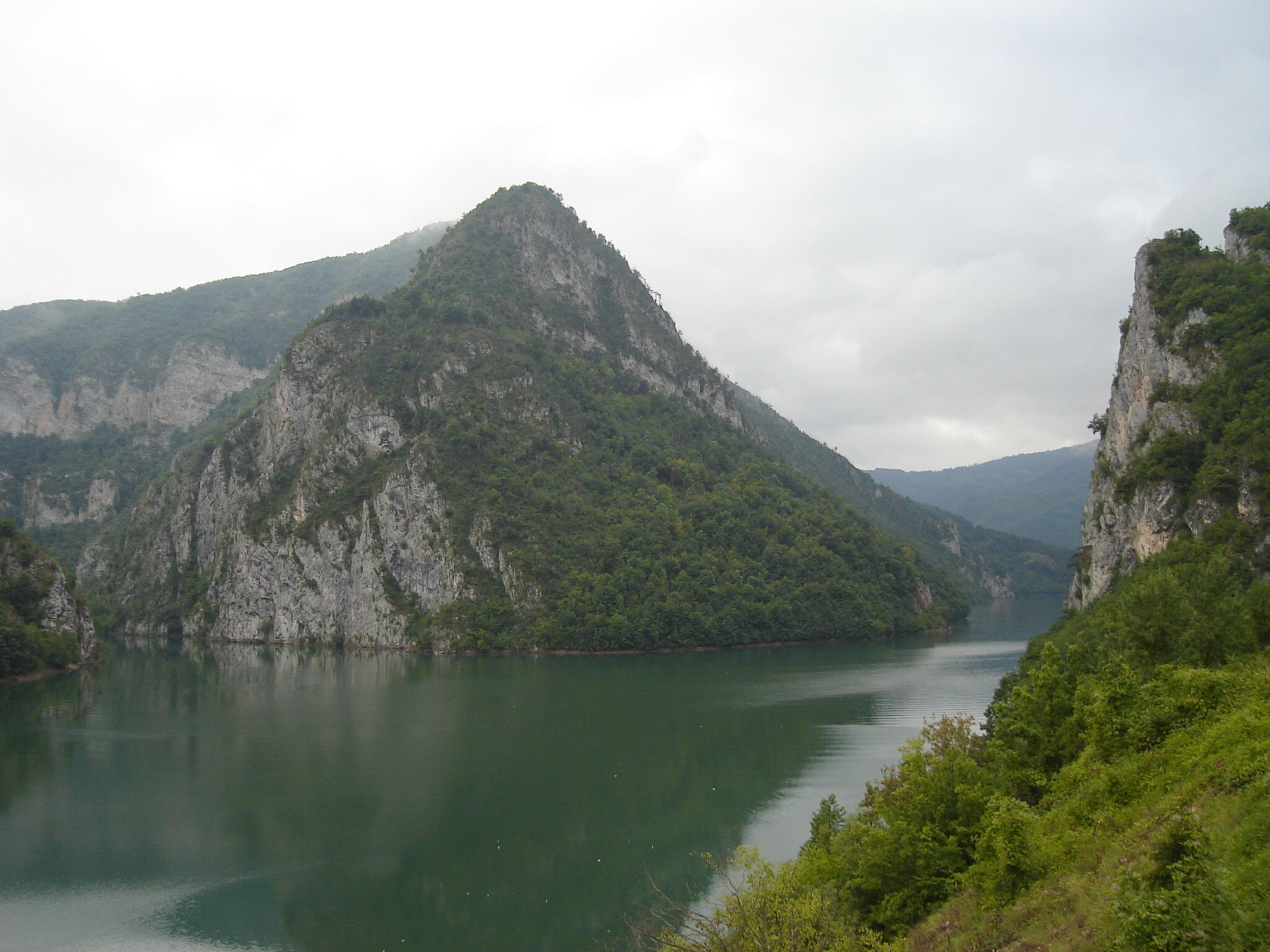
Ujście Ćehotiny do Driny

Ćehotina (cyr. Ћеxотина) – rzeka na Bałkanach o długości 125 km i powierzchni zlewni wynoszącej 1237 km²; stanowi dopływ Driny w dorzeczu Dunaju; przepływa przez Czarnogórę (100 km) oraz Bośnię i Hercegowinę (25 km); największe dopływy stanowią rzeki Voloder i Kamenica.
W 1980 r. w górnym biegu rzeki wybudowano zaporę o wysokości 59 m. Powstałe jezioro zaporowe zapewnia ciągły dopływ wody do leżącej 8 km powyżej, jedynej elektrowni cieplnej w Czarnogórze.
Płynąc na północny zachód Ćehotina przepływa przez Pljevlję, gdzie ulega zanieczyszczeniu przez ścieki z tamtejszych kopalni węgla brunatnego. Za miejscowością Gradac płynie wąwozem przez prawie niezamieszkane okolice i na krótkim odcinku stanowi granicę między Czarnogórą a Bośnią i Hercegowiną. Po 125 km uchodzi w Fočy do Driny.